# Psyllocamptus propinquus
Psyllocamptus propinquus är en kräftdjursart som först beskrevs av Thomas Scott 1896.  Arten ingår i släktet Psyllocamptus och familjen Ameiridae. Inga underarter finns listade i Catalogue of Life.